# 爪哇金午时花
爪哇金午时花（学名：Sida javensis）为锦葵科金午时花属下的一个种。